# Бахарев, Андрей Евгеньевич
Андре́й Евге́ньевич Бахаре́в (родился 25 января 1966 года, Рига) — советский футболист, капитан латвийской команды «Даугава» в 1982—1984 и 1989 годах, полузащитник, один из основателей клуба «Пардаугава», директор футбольного клуба «Сконто», бизнесмен, общественный деятель, филантроп.

## Спортивная карьера
Андрей Бахарев учился в 1-й и 5-й Юрмальских школах, 38-й, 74-й, и 80-й Рижских школах, окончил 30 среднюю школу в Риге. Четыре года обучался в Латвийской Академии Спорта (ЛГИФК).
В юности капитан юношеских и молодёжных сборных разных возрастов Латвийской Республики. В 1982 году в возрасте 16 лет дебютировал в чемпионате СССР в составе дубля рижской «Даугавы». Выступал за рижскую команду мастеров по футболу «Даугава» 1982—1984, а после в 1989 году. В 1988—1989 годах один из основателей команды Сборной Студентов Латвии, которая в дальнейшем стала известна как «Пардаугава», позднее «Сконто».
В 1990 году был приглашен в для продолжения карьеры сначала в Финляндию, затем в США. В составе клуба Dallas Inter FC двукратный чемпион США по версии Лиги LSSA. Окончил спортивную карьеру в 1993 году.

## Дальнейшая карьера
В 1993 году вместе с известным американским футболистом Дейвом Д’еррико (англ. Dave D’errico) организовал футбольную академию «American Eagles». В 1995 году был приглашен в качестве преподавателя в одну из ведущих образовательных школ Далласа — Лексингтонскую Академию (англ. Lexington Academy, Dallas TX). В то же время Бахарев занимался общественной деятельностью. В 1992 году организовал экономический комитет в Далласе по программе поддержки развития отношений и обучения для специалистов между городами побратимами Даллас и Рига. В это время Бахарев организовывал и финансировал визиты латвийских политиков, представителей культуры и спорта в США для обмена и приобретения опыта в сфере эффективного управления, культуры и спорта.
В 1998 году Андрей Бахарев вернулся в Латвию с целью внедрять передовые мировые технологии, знания и инвестиции для развития Латвии.
С 1999 года Андрей Бахарев представляет крупнейшие американские компании в сфере энергетики СМЕ International Inc., а также Caterpillar Power Ventures в Балтийских странах. Инвесторы обязались перед государством вложить 100 миллионов долларов в строительство современной тепло-электростанции в городе Лиепая. В 2002 году американский проект строительства терпит неудачу — в Латвии на 2 года закрыт регулятор и инвесторы не могут получить от государства тариф на продажу электричества сетевой компании. В связи с данным нарушением законодательства, инвесторы выходят из проекта.
С 2004 года Бахарев занимается в Латвии в основном общественной и благотворительной деятельностью. Организовал футбольную школу «Даугава», где занимаются более 200 детей и Латвийскую Любительскую Футбольную Лигу, в турнирах которой приняло участие более 5000 человек в Латвии. Через SMILY FUND помогает Детским Домам в Латвии. Содержит женскую футбольную команду «Сконто», команду по пляжному футболу «Сконто». В 2012 году оказывал спонсорскую поддержку национальной сборной Латвии по пляжному футболу и финансировал их участие в чемпионате мира в Москве в июле 2012 года.